# 弗蘭克斯鎮區 (阿肯色州聖弗朗西斯縣)
弗蘭克斯鎮區（英語：Franks Township）是位於美國阿肯色州聖弗朗西斯縣的一個行政鎮區。

## 地方資料
弗蘭克斯鎮區的面積為182.39平方千米，當中陸地面積為179.28平方千米，而水域面積為3.11平方千米。根據2010年美國人口普查的數據，當地共有人口922人，而人口密度為每平方千米5.06人。